# موتوموداليغي بوشباكومارا
موتوموداليغي بوشباكومارا (مواليد 26 سبتمبر 1981) هو مدرب كريكيت سريلانكي ولاعب دولي سابق. لعب مع منتخب سريلانكا للكريكيت بين عامي 2009 و2010.

## الحياة المبكرة
درس موتوموداليغي بوشباكومارا في كلية أناندا بكولومبو.

## المسيرة الدولية
أواخر عام 2009، شارك لأول مرة في بطولة اليوم الواحد الدولية أمام الهند.

## المسيرة كمدرب
في عام 2019، تم تعيين موتوموداليغي بوشباكومارا مدربًا رئيسيًا لفريق منتخب الكويت للكريكيت. كما تم تعيينه أيضًا مدربًا للبولينج الدوراني لفريق جافنا كينغز في الدوري السريلانكي الممتاز لعام 2021.

## روابط خارجية
- موتوداليغي بوشباكومارا على معرف بارابوك